# Фалько Гетц
Фалько Гетц (нім. Falko Götz, нар. 26 березня 1962, Родевіш) — німецький футболіст, що грав на позиціях півзахисника і нападника, зокрема за «Баєр 04», «Кельн» та «Галатасарай». По завершенні ігрової кар'єри — тренер.

## Ігрова кар'єра
Народився 26 березня 1962 року в східнонімецькому Родевіші. Вихованець юнацьких команд берлінських «Форвартс» та «Динамо». З 1979 року почав залучатися до складу основної команди «Динамо», у складі якої тричі поспіль вигравав Оберлігу НДР.
У листопаді 1983 року, перебуваючи в Югославії, де «Динамо» мало зіграти матч на Кубок чемпіонів проти «Партизана», разом з партнером по команді залишив її розташування і за деякий час перебрався до Західної Німеччини. У ФРН гравець домовився про виступи у складі «Баєр 04», розпочати які зміг лише через рік, у 1984, адже формально утікач був пов'язаний контрактом з «Динамо», за одноосібне розірвання якого ФІФА покарало Гетца річною дискваліфікацією.
Після відбуття покарання гравець протягом чотирьох років грав за команду з Леверкузена, постійно отримуючи ігровий час у її складі. 1988 року став з «Баєром» володарем Кубка УЄФА.
Згодом протягом 1988–1992 років захищав кольори «Кельна», після чого приняв запрошення продовжити кар'єру у Туреччині, де два сезони відіграв за «Галатасарай». В обох цих сезонах команда ставала чемпіоном Туреччини, а 1993 року німець також став володарем Кубка країни.
1994 року повернувся на батьківщину, де приєднався до лав «Саарбрюкена», а завершував ігрову кар'єру виступами за «Герту» у 1996—1997 роках.

## Кар'єра тренера
Завершившу ігрову кар'єру 1997 року, залишився в «Герті», очоливши тренерській штаб її другої команди. Згодом протягом частини 2002 року та в 2004–2007 роках був головним тренером основної команди берлінського клубу.
Між періодами роботи в «Герті» встиг потренувати «Мюнхен 1860», а пізніше у 2008–2009 роках був головним тренером «Гольштайна».
Після певної перерви у тренерській роботі 2011 року погодився очолити збірну В'єтнаму, робота з якою утім виявилася нетривалою.
2013 року знову працевлаштувався на батьківщині, очоливши команду «Ерцгебірге Ауе», після чого протягом 2015–2016 років працював із «Саарбрюкеном» та «Франкфуртом».

## Титули і досягнення

### Командні
- Чемпіон НДР (3):

«Динамо» (Берлін): 1981, 1982, 1983
- Чемпіон Туреччини (2):

«Галатасарай»: 1992-1993, 1993-1994
- Володар Кубка Туреччини (1):

«Галатасарай»: 1992-1993
- Володар Суперкубка Туреччини (1):

«Галатасарай»: 1993
- Володар Кубка УЄФА (1):

«Баєр 04»: 1987-1988

### Особисті
- Найкращий бомбардир Кубка УЄФА (1):

1989-1990 (6 голів, разом із Карлом-Гайнцем Рідле)